# Partiskatt
Partiskatt innebär att förtroendevalda förväntas betala delar av sitt arvode till partiet.
Företeelsen har en lång historia på kontinenten.[källa behövs] Mellan 1950 och 1970 hade de tyska socialdemokraterna SPD 20% partiskatt.[källa behövs] När partierna 1989 skulle redovisa sina inkomster för Västtysklands författningsdomstol hade Die Grünen  fått 50% och CDU, CSU och SPD mellan 18 och 29 % av sina inkomster från partiskatter.[källa behövs]

## Partiskatt i Sverige
Företeelsen är ganska ny i Sverige och tillämpas av Vänsterpartiet.
I Vänsterpartiet finns två typer av partiskatter. Dels en som regleras lokalt och regionalt när det gäller fritidspolitiker. Det vanliga är att denna ligger på 20% av arvodet (förlorad arbetsförtjänst räknas ej) och pengarna tillfaller den aktuella partiorganisationen. Det finns ytterligare en variant som gäller heltidspolitiker och när det gäller riksdagsledamöter går de pengarna till partiets centrala valfond som används för att finansiera valrörelsen. Ingen politiker i Vänsterpartiet ska få behålla mer än 5/8 av ett basbelopp (2021 innebär det 29 750 kronor) efter skatt.[källa behövs]
Partiskatten regleras i stadgarnas §127: 
- 127. Partiföreningar och distrikt kan besluta om regler som innebär att partiets parlamentariskt förtroendevalda rekommenderas att betala en viss del av erhållna arvoden till partiet. Partiet motverkar att politiskt förtroendevalda berikar sig på förtroendeuppdrag. Samtliga kandidater till politiska förtroendeuppdrag för partiet som innebär större ekonomisk ersättning, skall för att få kandidera skriva kontrakt om att, i händelse av att kandidaten blir vald och får inkomster på grund av sitt förtroendeuppdrag – under och efter uppdragets genomförande – månatligen efterskänka alla inkomster från fasta arvoden överskjutande 5/8-dels basbelopp netto, till partiet. Partiskatten från riksdagsledamöter, Europaparlamentariker och från uppdrag i Sveriges kommuner och landsting (SKL) tillfaller partiet på riksnivå. Partiskatten från landstingsuppdrag tillfaller distrikten. Partiskatten från kommunuppdrag tillfaller – om inget annat beslutats på distriktsnivå – partiföreningen ifråga. Valberedningar på respektive nivå skall få del av redovisning av vilka som betalat in sin partiskatt under innevarande period. Inbetald partiskatt skall vara offentlig.

Varje år görs en sammanställning över vilka som har betalat sin partiskatt, namn och summa, vilket redovisas för alla på partiets kongress. De som inte har betalat kan få svårt att få politiska uppdrag i partiet.:16m15s
Miljöpartiet har en liknande variant men är där i högre grad frivillig.:13m45s